# Olympische Sommerspiele 1984/Leichtathletik – 4 × 400 m (Frauen)

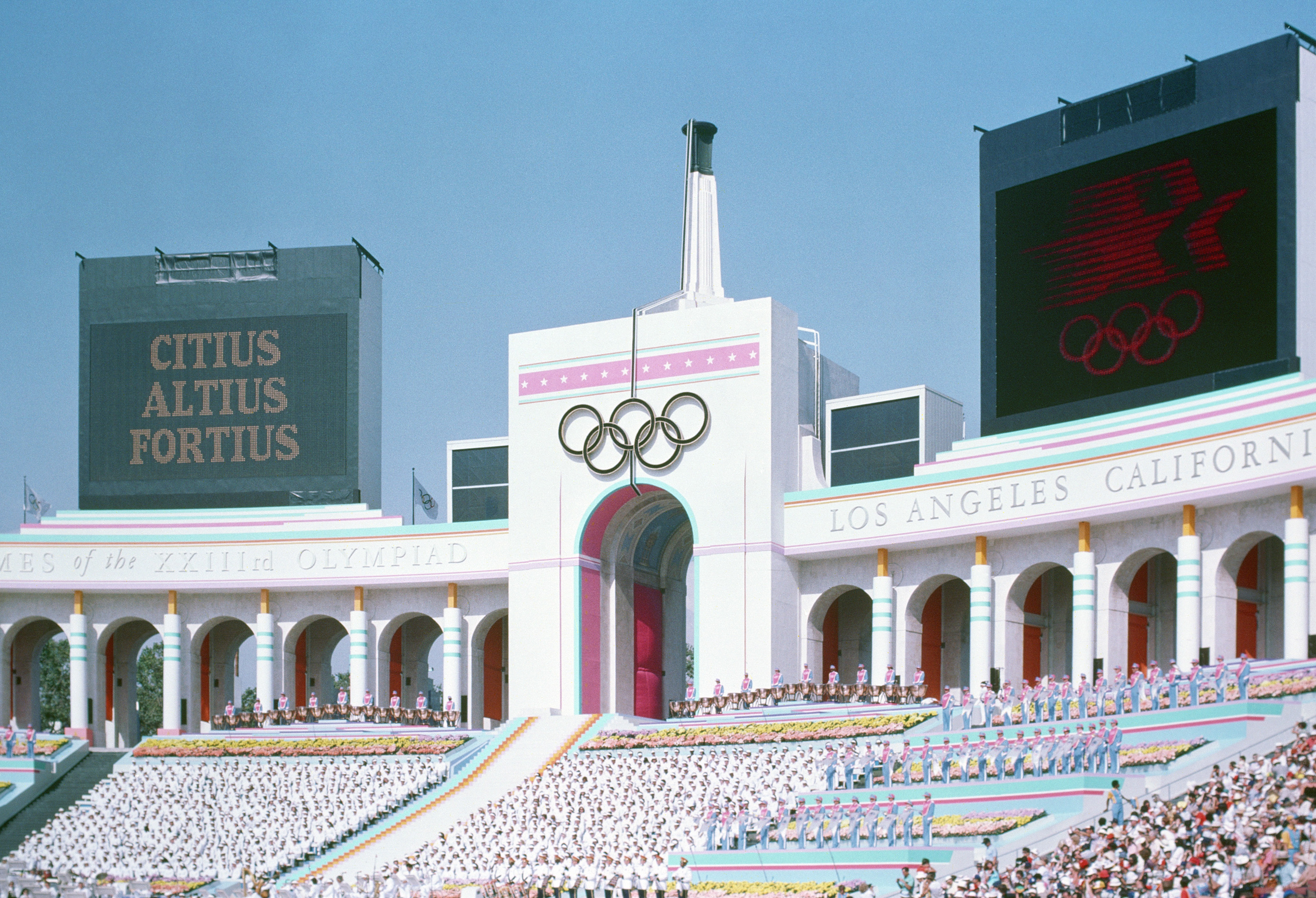
Blick auf das Eingangstor des Los Angeles Memorial Coliseum

Die 4-mal-400-Meter-Staffel der Frauen bei den Olympischen Spielen 1984 in Los Angeles wurde am 10. und 11. August 1984 im Los Angeles Memorial Coliseum ausgetragen. In zehn Staffeln nahmen 47 Athletinnen teil.
Die Staffel der USA (Lillie Leatherwood, Sherri Howard, Valerie Brisco-Hooks, Chandra Cheeseborough) wurde Olympiasieger. Im Vorlauf waren auch Diane Dixon und Denean Howard eingesetzt worden.
Die Silbermedaille ging an Kanada in der Besetzung Charmaine Crooks, Jillian Richardson, Molly Killingbeck und Marita Payne. Im Vorlauf war für Kanada auch Dana Wright zum Einsatz gekommen.
Bronze gewann die Bundesrepublik Deutschland mit Heike Schulte-Mattler, Ute Thimm, Heidi-Elke Gaugel und Gaby Bußmann. Hier waren im Vorlauf auch Christina Sussiek und Nicole Leistenschneider an den Start gegangen.
Staffeln aus der Schweiz, Österreich und Liechtenstein nahmen nicht teil. Die Staffel der DDR war wegen des Olympiaboykotts ebenfalls nicht dabei.

## Aktuelle Titelträgerinnen
| Olympiasiegerinnen 1980                       | Sowjetunion (Tetjana Prorotschenko, Tatjana Goischtschik, Nina Sjuskowa, Irina Nasarowa) | 3:20,12 min | Moskau 1980   |
| Weltmeisterinnen 1983                         | DDR (Kerstin Walther, Sabine Busch, Marita Koch, Dagmar Rübsam)                          | 3:19,73 min | Helsinki 1983 |
| Europameisterinnen 1982                       | DDR (Kirsten Siemon, Sabine Busch, Dagmar Rübsam, Marita Koch)                           | 3:19,05 min | Athen 1982    |
| Panamerikanische Meisterinnen 1983            | USA (Alice Jackson, Judi Brown, Easter Gabriel, Kelia Bolton)                            | 3:29,97 min | Caracas 1983  |
| Zentralamerika- und Karibik-Meisterinnen 1983 | Kuba                                                                                     | 3:34,97 min | Havanna 1983  |
| Südamerika-Meisterinnen 1983                  | Brasilien (Margit Weise, Maria do Carmo Fialho, Jucilene Garces, Elba Barbosa)           | 3:40,0 min  | Santa Fe 1983 |
| Asienmeisterinnen 1983                        | Thailand                                                                                 | 3:48,62 min | Kuwait 1983   |
| Afrikameisterinnen 1982                       | Kenia                                                                                    | 3:43,8 min  | Kairo 1982    |

## Rekorde

### Bestehende Rekorde
| Weltrekord         | 3:15,92 min | DDR (Gesine Walther, Sabine Busch, Dagmar Rübsam, Marita Koch)         | Erfurt, DDR (heute Deutschland) | 3. Juni 1984  |
| Olympischer Rekord | 3:19,23 min | DDR (Doris Maletzki, Brigitte Rohde, Ellen Streidt, Christina Brehmer) | Finale OS Montreal, Kanada      | 31. Juli 1976 |

### Rekordverbesserung
Die Olympiasiegerinnen aus den Vereinigten Staaten verbesserten den bestehenden olympischen Rekord im Finale am 11. August mit Lillie Leatherwood, Sherri Howard, Valerie Brisco-Hooks, Chandra Cheeseborough um 54 Hundertstelsekunden auf 3:18,29 min. Den Weltrekord verfehlte das Team um 2,37 Sekunden.

## Vorrunde
Datum: 10. August 1984
In der Vorrunde wurden die zehn Staffeln in zwei Läufe gelost. Für das Finale qualifizierten sich pro Lauf die ersten drei Staffeln. Außerdem kamen die zwei Zeitschnellsten, die sogenannten Lucky Loser, weiter. Die direkt qualifizierten Staffeln sind hellblau, die Lucky Loser hellgrün unterlegt.
Die Staffel der USA erzielte mit 3:22,82 min in Lauf eins die schnellste Vorlaufzeit. Die langsamste direkt qualifizierte Staffel war die Mannschaft Kanadas in Lauf zwei mit 3:33,78 min.

### Vorlauf 1
| Platz | Staffel        | Besetzung                                                                      | Zeit        |
| ----- | -------------- | ------------------------------------------------------------------------------ | ----------- |
| 1     | USA            | Lillie Leatherwood Sherri Howard Diane Dixon (Vorlauf) Denean Howard (Vorlauf) | 3:22,82 min |
| 2     | Jamaika        | Ilrey Oliver Catherine Rattray Andrea Thomas (Vorlauf) Grace Jackson           | 3:26,56 min |
| 3     | Großbritannien | Michelle Scutt Helen Barnett Gladys Taylor Joslyn Hoyte-Smith                  | 3:27,68 min |
| 4     | Indien         | Manathoor Valsamma Vandana Rao Shiny Abraham Pilavullakandi Usha               | 3:33,85 min |
| 5     | Puerto Rico    | Evelyn Mathieu Margaret de Jesús Angelita Lind Marie Mathieu                   | 3:37,39 min |

Für Puerto Rico war anstelle der gemeldeten Madeline de Jesús, die sich beim Weitsprung verletzt hatte, deren für die Staffel nicht gemeldete Zwillingsschwester Margaret gelaufen. Dieser unzulässige Wechsel blieb zunächst unbemerkt, selbst durch den eigenen Trainer. Zum Finale trat die Staffel deshalb trotz erfolgter Qualifikation nicht an. In den offiziellen Ergebnislisten ist als zweite Läuferin in der Regel weiterhin Madeline de Jesús aufgeführt, was jedoch offensichtlich falsch und deshalb in der nebenstehenden Tabelle korrigiert dargestellt ist.

### Vorlauf 2
| Platz | Staffel             | Besetzung                                                                                        | Zeit        |
| ----- | ------------------- | ------------------------------------------------------------------------------------------------ | ----------- |
| 1     | Italien             | Patrizia Lombardo Cosetta Campana Giuseppina Cirulli (Vorlauf) Erica Rossi                       | 3:32,55 min |
| 2     | BR Deutschland      | Christina Sussiek (Vorlauf) Heike Schulte-Mattler Nicole Leistenschneider (Vorlauf) Gaby Bußmann | 3:33,63 min |
| 3     | Kanada              | Dana Wright (Vorlauf) Jillian Richardson Charmaine Crooks Marita Payne                           | 3:33,78 min |
| 4     | Antigua und Barbuda | Jocelyn Joseph Ruperta Charles Monica Stevens Laverne Bryan                                      | 3:39,32 min |
| 5     | Ghana               | Martha Appiah Mercy Addy Mary Mensah Grace Bakari                                                | 3:40,38 min |

## Finale
Datum: 11. August 1984
| Platz | Staffel        | Besetzung | Zeit        | Anmerkung |
| ----- | -------------- | --- | ----------- | --------- |
| 1     | USA            | Lillie Leatherwood Sherri Howard Valerie Brisco-Hooks (Finale) Chandra Cheeseborough (Finale) im Vorlauf außerdem: Diane Dixon Denean Howard    | 3:18,29 min | OR        |
| 2     | Kanada         | Charmaine Crooks Jillian Richardson Molly Killingbeck (Finale) Marita Payne im Vorlauf außerdem: Dana Wright                                    | 3:21,21 min |           |
| 3     | BR Deutschland | Heike Schulte-Mattler Ute Thimm (Finale) Heidi-Elke Gaugel (Finale) Gaby Bußmann im Vorlauf außerdem: Christina Sussiek Nicole Leistenschneider | 3:22,98 min |           |
| 4     | Großbritannien | Michelle Scutt Helen Barnett Gladys Taylor Joslyn Hoyte-Smith                                                                                   | 3:25,51 min |           |
| 5     | Jamaika        | Ilrey Oliver Cynthia Green (Finale) Cathy Rattray Grace Jackson im Vorlauf außerdem: Andrea Thomas                                              | 3:27,51 min |           |
| 6     | Italien        | Patrizia Lombardo Cosetta Campana Marisa Masullo (Finale) Erica Rossi im Vorlauf außerdem: Giuseppina Cirulli                                   | 3:32,55 min |           |
| 7     | Indien         | Manathoor Valsamma Vandana Rao Shiny Abraham Pilavullakandi Usha                                                                                | 3:32,49 min |           |
| DNS   | Puerto Rico    | Evelyn Mathieu Margaret de Jesús Angelita Lind Marie Mathieu                                                                                    |             |           |

Im Finale wurden Besetzungsänderungen in fünf Mannschaften vorgenommen:
- Die USA ersetzten Diane Dixon durch Valerie Brisco-Hooks und Denean Howard durch Chandra Cheeseborough.
- Kanada setzte Molly Killingbeck für Dana Wright ein.
- In der Staffel der Bundesrepublik Deutschland kamen Ute Thimm und Heidi-Elke Gaugel anstelle von Christina Sussiek und Nicole Leistenschneider zum Einsatz.
- Bei Jamaika lief Cynthia Green für Andrea Thomas.
- Italien wurde Giuseppina Cirulli durch Marisa Masullo ersetzt.

Die Abwesenheit der Staffeln aus der DDR und der Sowjetunion machten das US-Team zum klaren Favoriten.
In der ersten Runde im Finale führten jedoch die Kanadierinnen, die vor den USA, der Bundesrepublik Deutschland und Großbritannien wechselten. In den beiden folgenden Runden arbeiteten sich die US-Läuferinnen nach vorne und übernahmen die Führung. Zum letzten Wechsel betrug der Vorsprung der USA zweieinhalb Sekunden vor Kanada. Hinter den Kanadierinnen kam es zu einem Duell um die Bronzemedaille zwischen Großbritannien und der bundesdeutschen Staffel. Während das US-Team in neuer Olympiarekordzeit siegte und die Kanadierinnen Silber gewannen, konnte die Schlussläuferin Gaby Bußmann überraschend die Bronzemedaille für die Staffel der Bundesrepublik Deutschland vor Großbritannien sichern. Auf Platz fünf folgten die Jamaikanerinnen, auf Rang sechs die Italienerinnen vor den Inderinnen. Die Staffel aus Puerto Rico war zum Finale nicht angetreten – siehe dazu Hinweis zu Vorlauf eins.
Valerie Brisco-Hooks errang hier ihre dritte Goldmedaille in Los Angeles. Damit war sie die erfolgreichste Leichtathletin dieser Spiele.

Die Staffeln Kanadas und der Bundesrepublik Deutschland gewannen ihre ersten Medaillen in dieser Disziplin.

## Video
- Olympics - 1984 Los Angeles - Track - Womens 4 x 400m Relay Finals - USA Gold imasportsphile, youtube.com, abgerufen am 14. Januar 2018